# Sellos de España en 2001
Los sellos de España en el año 2001 fueron puestos en circulación por la Sociedad Estatal Correos y Telégrafos de España (la impresión se realizó en la Fábrica Nacional de Moneda y Timbre). En total se emitieron 89 sellos postales (6 en hoja bloque), comprendidos en 41 series filatélicas de temáticas diversas.

## Descripción
| Fecha de emisión | Nombre de la serie y/o del sello (descripción) | Dimensiones (mm)            | Valor facial (ptas.) |
| ---------------- | --- | --------------------------- | -------------------- |
| 08.01            | «75º aniversario de los Colegios Oficiales de Agentes Comerciales de España» 1) La escultura Homenaje al agente comercial del escultor Francisco López Hernández en la estación del AVE Puerta de Atocha de Madrid | 28,8 × 40,9                 | 40 (0,24)            |
| 19.01            | «Cuerpo de bomberos» 1) Una imagen de dos bomberos extinguiendo un incendio | 28,8 × 40,9                 | 75 (0,45)            |
| 16.02            | «150º aniversario de la fundación del Colegio de Infantería de Toledo» 1) La imagen de un cadete de infantería con el uniforme de la época, junto a la fachada del antiguo hospital de Santa Cruz donde se constituyó el Colegio, hoy convertido en el Museo de Santa Cruz. En el margen derecho aparece el emblema de la actual Academia de Infantería         | 40,9 × 28,8                 | 120 (0,72)           |
| 22.02            | «Campaña internacional en contra de la violencia doméstica» 1) Motivo policromático modernisto alusivo | 28,8 × 40,9                 | 155 (0,93)           |
| 02.03            | «Día del Sello – Primer buzón de España» 1) Reproducción del buzón más antiguo de España del que se tienen noticias; se encuentra desde 1793 en una casa particular de Mayorga de Campos (Valladolid) y porta la inscripción «COREO ANO DE MDCCXCIII» | 40,9 × 28,8                 | 155 (0,93)           |
| 09.03            | «Juvenia» 1) Diseño ganador de la XVII Exposición Nacional de Filatelia Juvenil Juvenia 2001 celebrada en Chiclana de la Frontera (Cádiz), que representa a un hombre abrazando por detrás a una mujer junto a un velero | 40,9 × 28,8                 | 120 (0,72)           |
| 16.03            | «Paradores de turismo» 1) El Parador de Turismo de Plasencia, ubicado en el antiguo Convento de San Vicente Ferrer, construido en el siglo XV en estilo gótico tardío | 28,8 × 40,9                 | 40 (0,24)            |
| 22.03            | «Personajes populares» 1) El compositor de música clásica Joaquín Rodrigo | 40,9 × 28,8                 | 40 (0,24)            |
| 22.03            | 2) Rafael Alberti, escritor y poeta de la Generación del 27 | 40,9 × 28,8                 | 75 (0,45)            |
| 20.04            | «Castillos» 1) El Castillo de la Zuda en Tortosa (Tarragona) | 40,9 × 28,8                 | 40 (0,24)            |
| 20.04            | 2) El Castillo del Cid en Jadraque (Guadalajara) | 28,8 × 40,9                 | 75 (0,45)            |
| 20.04            | 3) El Castillo de San Fernando en Figueras (Gerona) | 28,8 × 40,9                 | 155 (0,93)           |
| 20.04            | 4) El Castillo de Montesquiu en la comarca de Osona (provincia de Barcelona) | 28,8 × 40,9                 | 260 (1,56)           |
| 23.04            | «Día del Libro» 1) Motivo alusivo por la celebración del Día Internacional del Libro | 28,8 × 40,9                 | 40 (0,24)            |
| 26.04            | «75º aniversario primeros vuelos de la aviación española» (HB) 1) El hidroavión Plus Ultra en su ruta hacia Argentina | 40,9 × 28,8 (163,6 × 87)    | 40 (0,24)            |
| 26.04            | 2) Un avión de la Patrulla Elcano en su ruta hacia las Filipinas | 40,9 × 28,8 (163,6 × 87)    | 75 (0,45)            |
| 26.04            | 3) Un avión de la Patrulla Atlántida en su ruta hacia la isla de Fernando Poo en la Guinea Española | 40,9 × 28,8 (163,6 × 87)    | 155 (0,93)           |
| 26.04            | 4) El vuelo conmemorativo de un C-295, un avión español de transporte En la hoja bloque se observan además los retratos de los pilotos comandante Ramón Franco (Plus Ultra), capitán Eduardo González-Gallarza (Patrulla Elcano) y comandante Rafael Llorente (Patrulla Atlántida), así como el logotipo del Ejército del Aire                                  | 40,9 × 28,8 (163,6 × 87)    | 260 (1,56)           |
| 27.04            | «Gran Teatro del Liceo» 1) Una panorámica de la sala del Gran Teatro del Liceo (Barcelona) vista desde el escenario | 28,8 × 40,9                 | 120 (0,72)           |
| 04.05            | «Serie básica» 1) La efigie del rey Juan Carlos I en color verde | 24,8 × 28,8                 | 40 (0,24)            |
| 09.05            | «Europa 2001» 1) Serie anual a cargo de PostEurop, ese año bajo el tema El agua, riqueza natural; el sello reproduce la fuente del patio de la Acequia del Palacio del Generalife en Granada | 28,8 × 40,9                 | 75 (0,45)            |
| 17.05            | «Arquitectura» 1) La Iglesia de San Martiño en Noya (La Coruña) | 28,8 × 40,9                 | 40 (0,24)            |
| 17.05            | 2) La Catedral de Tui en la ciudad de Tuy (Pontevedra) | 28,8 × 40,9                 | 75 (0,45)            |
| 17.05            | 3) el palomar de Villaconcha en la localidad de Frechilla (Palencia) | 28,8 × 40,9                 | 155 (0,93)           |
| 26.05            | «Villa de Luarca» 1) Panorámica de la villa y el puerto de Luarca (Asturias) | 40,9 × 28,8                 | 40 (0,24)            |
| 01.06            | «Centenarios» 1) Conmemoración del 400º aniversario de la muerte del cardenal Rodrigo de Castro. En el sello se reproduce una estatua orante del cardenal y el Colegio de Nuestra Señora de la Antigua, edificio fundado por él en Monforte de Lemos (Lugo) | 40,9 × 28,8                 | 40 (0,24)            |
| 13.06            | «Literatura española» 1) Conmemoración del centenario de la muerte de Leopoldo Alas «Clarín». En el sello se reproduce una imagen del escritor y una escena de su cuento ¡Adiós Cordera! | 40,9 × 28,8                 | 75 (0,45)            |
| 15.06            | «Serie básica» 1) La efigie del rey Juan Carlos I en color violeta | 24,8 × 28,8                 | 40 (0,24)            |
| 22.06            | «Árboles» 1) El olivo (Olea europaea) | 33,2 x33,2 –romboide–       | 40 (0,24)            |
| 22.06            | 2) La haya (Fagus sylvatica) | 33,2 x33,2 –romboide–       | 75 (0,45)            |
| 28.06            | «Serie básica» 1) La efigie del rey Juan Carlos I en color rojo | 24,8 × 28,8                 | 5 (0,03)             |
| 28.06            | 2) La efigie del rey Juan Carlos I en color azul cobalto | 24,8 × 28,8                 | 75 (0,45)            |
| 06.07            | «25 aniv. Copa de Fútbol de S.M. el Rey» 1) Reproducción del logotipo del 25º aniversario de la Copa del Rey de Fútbol y del escudo del equipo campeón en la temporada 2000-01, el Real Zaragoza | 40,9 × 28,8                 | 40 (0,24)            |
| 10.07            | «Fiestas populares» 1) El Cipotegato, fiesta que tiene lugar cada 27 de agosto en la localidad de Tarazona (Zaragoza) | 40,9 × 28,8                 | 40 (0,24)            |
| 10.07            | 2) Los Gigantes del Pi, figuras gigantes que se conservan en la Iglesia de Santa María del Pino de Barcelona, que participan en las fiestas de Cataluña | 28,8 × 40,9                 | 120 (0,72)           |
| 13.07            | «Literatura española» 1) Cuarto centenario del nacimiento del escritor aragonés Baltasar Gracián | 40,9 × 28,8                 | 120 (0,72)           |
| 20.07            | «Las Edades del Hombre – Zamora» 1) Con motivo de la exposición Remembranza realizada por la fundación Las Edades del Hombre en la Catedral de Zamora. Reproducción de la fachada de la catedral y del cimborrio románico-bizantino | 28,8 × 40,9                 | 120 (0,72)           |
| 20.07            | 2) Reproducción de la escultura renacentista de Nuestra Señora de la Calva | 28,8 × 40,9                 | 155 (0,93)           |
| 26.07            | «Actividades sociales» 1) Día del Abuelo. En el sello se ve una fotografía de un niño que mira con admiración hacia arriba | 28,8 × 40,9                 | 40 (0,24)            |
| 26.07            | 2) La congregación de las Siervas de Jesús de la Caridad. En el sello está un retrato de María Josefa del Corazón de Jesús, fundadora de la congregación, y la Casa Madre del Instituto en Bilbao | 40,9 × 28,8                 | 75 (0,45)            |
| 05.09            | «Salamanca 2002 – Ciudad Europea de la Cultura» 1) Una panorámica nocturna de la ciudad de Salamanca como celebración de su designación como Ciudad Europea de la Cultura en el año 2002. En la foto se pueden apreciar la Catedral Vieja, la Catedral Nueva y la La Clerecía. También se ve el logotipo oficial de Salamanca 2002                              | 74,7 × 28,8                 | 75 (0,45)            |
| 07.09            | «Centenarios» 1) Centenario de la consagración de la Basílica de Covadonga, edificio de estilo neorrománico en la parroquia de Covadonga (Asturias). En el sello se reproducen el Santuario y la Virgen de Covadonga | 40,9 × 28,8                 | 40 (0,24)            |
| 15.09            | «Sociedad Estatal de Correos y Telégrafos» 1) Logotipo de la Sociedad Estatal Correos y Telégrafos, creada por modificación jurídica el 22 de junio de 2001, con el eslogan «La compañía de todos» | 40,9 × 28,8                 | 40 (0,24)            |
| 21.09            | «Exfilna 2001 – Vigo» (HB) 1) Reproducción del edificio central del Consorcio de la Zona Franca, sede de la exposición, con motivo de la XXXIX Exposición Filatélica Nacional (Exfilna), celebrada en Vigo La hoja bloque muestra una panorámica de la ciudad y su puerto                                                                                       | 40,9 × 28,8 (105 × 78)      | 260 (1,56)           |
| 04.10            | «Milenario nacimiento de Santo Domingo de Silos» (2 HB) 1) Conmemoración del milenio del nacimiento del monje benedictino Santo Domingo de Silos en Cañas (La Rioja). En el sello se reproduce un grabado de dos músicos como símbolo de alegría y gozo Las hojas bloques reproducen la medalla conmemorativa: en un formato el anverso y en el otro el reverso | 28,8 × 40,9 (105 × 78)      | 40 (0,24)            |
| 09.10            | «Día Mundial del Correo» 1) Diseño elegido en el Día Mundial del Correo para celebrar el Año de las Naciones Unidas para el Diálogo entre las Civilizaciones | 28,8 × 40,9                 | 40 (0,24)            |
| 15.10            | «UPAEP 2001» 1) Una pradera de posidonias del parque natural de las Salinas, localizado entre las islas de Ibiza y Formentera, es el diseño elegido por España para la emisión conjunta de la UPAEP, ese año bajo el tema Patrimonio Mundial de la Humanidad | 40,9 × 28,8                 | 155 (0,93)           |
| 16.10            | «Correspondencia epistolar escolar – Historia de España II» Serie monográfica estudiantil, cuyas ilustraciones son obra de los humoristas gráficos Gallego & Rey 1) Descubrimiento del Nuevo Mundo – Cristóbal Colón (1492) | 40,9 × 28,8                 | 25 (0,15)            |
| 16.10            | 2) Tratado de Tordesillas (1494) | 40,9 × 28,8                 | 25 (0,15)            |
| 16.10            | 3) Carlos I de España y V de Alemania (1519) | 40,9 × 28,8                 | 25 (0,15)            |
| 16.10            | 4) Hernán Cortés – Conquista del Imperio Azteca (1519) | 40,9 × 28,8                 | 25 (0,15)            |
| 16.10            | 5) Juan Sebastián Elcano (1522) | 40,9 × 28,8                 | 25 (0,15)            |
| 16.10            | 6) Francisco Pizarro – Conquista del Imperio Inca(1532) | 40,9 × 28,8                 | 25 (0,15)            |
| 16.10            | 7) Felipe II (1556) | 40,9 × 28,8                 | 25 (0,15)            |
| 16.10            | 8) El Escorial (1563) | 40,9 × 28,8                 | 25 (0,15)            |
| 16.10            | 9) Lepanto (1571) | 40,9 × 28,8                 | 25 (0,15)            |
| 16.10            | 10) Misticismo – San Juan de la Cruz, Teresa de Jesús, El Greco (1580) | 40,9 × 28,8                 | 25 (0,15)            |
| 16.10            | 11) Lope de Vega – Siglo de Oro (1593) | 40,9 × 28,8                 | 25 (0,15)            |
| 16.10            | 12) Felipe III (1598) | 40,9 × 28,8                 | 25 (0,15)            |
| 25.10            | «Toros 2001» (HB) 1) El torero Curro Romero, un mito de la tauromaquia | 28,8 × 40,9 (105 × 78)      | 260 (1,56)           |
| 08.11            | «Navidad 2001» 1) La Virgen con el Niño por el pintor madrileño Alfredo Roldán en la iglesia de San Bartolomé el Grande de Londres | 33,2 × 33,2                 | 40 (0,24)            |
| 08.11            | 2) La Adoración de los pastores, óleo pintado por José de Ribera "el Españoleto" en 1640, perteneciente a las colecciones del Monasterio de El Escorial | 33,2 × 33,2                 | 75 (0,45)            |
| 14.11            | «Manuel de Falla» 1) Sello en homenaje al compositor gaditano Manuel de Falla. En el sello se reproduce un fragmente de una partitura con la música del ballet El sombrero de tres picos, estrenado en Londres en 1919 | 40,9 × 28,8                 | 75 (0,45)            |
| 20.11            | «Cómics» 1) Una viñeta hecha por el historietista catalán Josep Coll i Coll, uno de los clásicos de la revista TBO | 40,9 × 28,8                 | 40 (0,24)            |
| 20.11            | 2) Rompetechos, personaje de cómic del afamado historietista Francisco Ibáñez | 40,9 × 28,8                 | 75 (0,45)            |
| 23.11            | «Carlos Cano» 1) Sello en memoria del cantautor granadino Carlos Cano, fallecido en diciembre de 2000 | 28,8 × 40,9                 | 40 (0,24)            |
| 27.11            | «Día Internacional del Voluntariado Social» 1) Motivo alusivo para el Año Internacional del Voluntariado Social declarado por la ONU en 2001. El sello, diseñado por el artista plástico Rafael Seca, muestra una mujer vestida de blanco depositando flores de diversos colores                                                                                | 28,8 × 40,9                 | 120 (0,72)           |
| 30.11            | «Patrimonio de la Humanidad» 1) Las Iglesias románicas del Valle de Bohí en la comarca catalana de la Alta Ribagorza. En el sello se reproduce la Iglesia de San Clemente de Taüll | 49,8 × 33,2                 | 40 (0,24)            |
| 30.11            | 2) El Misterio de Elche, drama sacro-lírico representado en la Basílica Menor de Santa María de Elche | 49,8 × 33,2                 | 40 (0,24)            |
| 30.11            | 3) El Hospital de la Santa Cruz y San Pablo en Barcelona | 49,8 × 33,2                 | 40 (0,24)            |
| 30.11            | 4) San Cristóbal de La Laguna en la isla de Santa Cruz de Tenerife, una de las primeras ciudades construidas sin murallas. En el sello se reproduce un mapa antiguo con su trazado urbanístico de ciudad no fortificada | 49,8 × 33,2                 | 40 (0,24)            |
| 30.11            | 5) Los Yacimientos Arqueológicos de la Sierra de Atapuerca en la provincia de Burgos | 49,8 × 33,2                 | 40 (0,24)            |
| 30.11            | 6) El Palmeral de Elche en la ciudad de Elche | 49,8 × 33,2                 | 40 (0,24)            |
| 30.11            | 7) Los Monumentos de Oviedo y del Reino de Asturias. En el sello se reproduce la fuente de Foncalada en Oviedo | 49,8 × 33,2                 | 40 (0,24)            |
| 30.11            | 8) La muralla romana de Lugo en la ciudad gallega de Lugo | 49,8 × 33,2                 | 40 (0,24)            |
| 30.11            | 9) El arte rupestre del arco mediterráneo de la península ibérica. En el sello se reproduce las pinturas rupestres del Barranco de la Valltorta en la provincia de Castellón | 49,8 × 33,2                 | 40 (0,24)            |
| 30.11            | 10) casco antiguo de la ciudad de Ibiza, conocido como la Dalt Vila. En el sello se pueden ver | 49,8 × 33,2                 | 40 (0,24)            |
| 30.11            | 11) El conjunto arqueológico de Tarraco en Tarragona. En el sello se reproduce el Anfiteatro | 49,8 × 33,2                 | 40 (0,24)            |
| 30.11            | 12) La Universidad de Alcalá de Henares en la ciudad homónima de la Comunidad de Madrid. En el sello se reproduce la fachada del Colegio Mayor de San Ildefonso y la estatua de Cervantes que se alza en la plaza del mismo nombre | 49,8 × 33,2                 | 40 (0,24)            |
| 11.12            | «150 años del Ministerio de Fomento – Programa de infraestructuras del Ministerio» (HB) 1) Centros de automatización postal | 49,8 × 33,2 (174,9 × 132,8) | 40 (0,24)            |
| 11.12            | 2) Puertos | 49,8 × 33,2 (174,9 × 132,8) | 75 (0,45)            |
| 11.12            | 3) Ferrocarriles de alta velocidad | 49,8 × 33,2 (174,9 × 132,8) | 120 (0,72)           |
| 11.12            | 4) Aeropuertos | 49,8 × 33,2 (174,9 × 132,8) | 155 (0,93)           |
| 11.12            | 5) Carreteras de alta capacidad | 49,8 × 33,2 (174,9 × 132,8) | 260 (1,56)           |
| 14.12            | «25º aniversario del reinado de Juan Carlos I» (HB) 1) El rey Juan Carlos I | 24,8 × 28,8 (124,4 × 79,2)  | 75 (0,45)            |
| 14.12            | 2) La reina Sofía | 24,8 × 28,8 (124,4 × 79,2)  | 75 (0,45)            |
| 14.12            | 3) El príncipe Felipe | 24,8 × 28,8 (124,4 × 79,2)  | 40 (0,24)            |
| 14.12            | 4) La infanta Elena | 24,8 × 28,8 (124,4 × 79,2)  | 40 (0,24)            |
| 14.12            | 5) La infanta Cristina | 24,8 × 28,8 (124,4 × 79,2)  | 40 (0,24)            |
| 14.12            | 6) El Escudo de armas del rey de España | 24,8 × 28,8 (124,4 × 79,2)  | 40 (0,24)            |
| 14.12            | 7) Reproducción del Palacio Real | 49,8 × 28,8                 | 260 (1,56)           |